# Nastasia Ionescu
Nastasia Ionescu (Maliuc, 5 maart 1954) is een Roemeens kanovaarster.
Ionescu won tijdens de Olympische Zomerspelen 1984 de gouden medaille in de K-4 500m.

## Belangrijkste resultaten

### Olympische Zomerspelen
| Editie | Plaats      | Resultaten            |
| ------ | ----------- | --------------------- |
| 1976   | Montreal    | 4e K-2 500 m          |
| 1984   | Los Angeles | K-4 500m 4e K-2 500 m |

### Wereldkampioenschappen vlakwater
| Jaar | Plaats   | Resultaten          |
| ---- | -------- | ------------------- |
| 1977 | Sofia    | K-2 500m            |
| 1978 | Belgrado | K-2 500m · K-4 500m |
| 1979 | Duisburg | K-2 500m · K-4 500m |
| 1983 | Tampere  | K-4 500m            |

1984: Agafia Constantin & Nastasia Ionescu & Tecla Marinescu & Maria Ştefan ·
1988: Anke Nothnagel & Ramona Portwich & Birgit Schmidt-Fischer & Heike Singer ·
1992: Kinga Czigány & Éva Dónusz & Rita Kőbán & Erika Mészáros ·
1996: Birgit Fischer & Manuela Mucke & Ramona Portwich & Anett Schuck ·
2000: Birgit Fischer & Manuela Mucke & Anett Schuck & Katrin Wagner-Augustin ·
2004: Birgit Fischer & Carolin Leonhardt & Maike Nollen & Katrin Wagner-Augustin ·
2008: Fanny Fischer & Nicole Reinhardt & Katrin Wagner-Augustin & Conny Waßmuth ·
2012: Krisztina Fazekas & Katalin Kovács & Danuta Kozák & Gabriella Szabó ·
2016: Tamara Csipes & Krisztina Fazekas-Zur & Danuta Kozák & Gabriella Szabó ·
2020: Kozák & Csipes & Kárász & Bodonyi ·
2024: Carrington & Hoskin & Brett & Vaughan